# مايكل لانغر
مايكل لانغر (بالألمانية: Michael Langer) (مواليد 6 يناير 1985 في بريغنز - النمسا) لاعب كرة قدم نمساوي يلعب حاليا لصالح نادي الدرجة الأولى فرايبورغ الألماني منذ 2008 في مركز حارس مرمى .

## روابط خارجية
- مايكل لانغر على موقع الاتحاد الأوربي (الإنجليزية)
- مايكل لانغر على موقع قاعدة بيانات كرة القدم.إي يو (الإنجليزية)
- مايكل لانغر على موقع بيانات كرة القدم. دي إي (الألمانية)
- مايكل لانغر على موقع Soccerway.com (الإنجليزية)
- مايكل لانغر على موقع عالم كرة القدم.نت (الإنجليزية)
- مايكل لانغر على موقع كووورة